# 6678 Seurat
6678 Seurat este o planetă minoră (asteroid), cu un diametru de 7,325 km, din centura de asteroizi. A fost descoperită pe 16 octombrie 1977 la Observatorul Palomar de Cornelis Johannes van Houten și a fost numită după Georges Seurat. 
Obiectul prezintă o orbită caracterizată de o semiaxă mare de 2,7373914 UAi, o excentricitate de 0,03, o înclinație de 10,86368 ° în raport cu ecliptica.